# Кёссен
Эта статья — о населённом пункте. О французском художнике см. Шарль Александр Кёссен де Лафосс
Кёссен (нем. Kössen) — коммуна в Австрии, в федеральной земле Тироль.
Входит в состав округа Кицбюэль. Площадь коммуны составляет 69,37 км², население — 4456 человек (1 января 2021), плотность населения — 64 чел./км².

## Население
| Год  | Численность |
| ---- | ----------- |
| 1869 | 1765        |
| 1889 | 1760        |
| 1890 | 1700        |
| 1900 | 1704        |
| 1910 | 1969        |
| 1923 | 1819        |
| 1934 | 1972        |
| 1939 | 1913        |
| 1951 | 2184        |
| 1961 | 2361        |
| 1971 | 2769        |
| 1981 | 3150        |
| 1991 | 3443        |
| 2001 | 3936        |
| 2011 | 4176        |
| 2021 | 4456        |

## Политическая ситуация
Бургомистр коммуны — Штефан Мюльбергер.